# Eldos Ahmetov
Eldos Qwanışulı Axmetov (in kazako Елдос Қуанышұлы Ахметов?, in russo Елдос Куанышевич Ахметов?, Eldos Kuanyševič Achmetov; Taraz, 1º giugno 1990) è un ex calciatore kazako, di ruolo difensore.

## Palmarès

### Club

#### Competizioni nazionali
- Qazаqstan Prem'er Ligasy: 2

Astana: 2014, 2015
- Supercoppa del Kazakistan: 2

Astana: 2015
Qaýrat: 2017
- Coppa del Kazakistan: 2

Qaýrat: 2017, 2018